# Mulyasari (Sumedang Utara)
Mulyasari is een bestuurslaag in het regentschap Sumedang van de provincie West-Java, Indonesië. Mulyasari telt 4185 inwoners (volkstelling 2010).